# Kedvencek temetője (film, 2019)
A Kedvencek temetője (Pet Sematary) az Állattemető című regény alapján készült amerikai természetfeletti horrorfilm, az azonos című 1989-es film remake-je. A filmet Kevin Kolsch és Dennis Widmeyer rendezte, a forgatókönyvet David Kajganich és Jeff Buhler írta, a főszerepben Jason Clarke, Amy Seimetz és John Lithgow látható.
Először 2010-ben került szóba a mű újbóli elkészítése, majd 2017 decemberében a Paramount Pictures támogatásával kezdtek neki az előkészületeknek. A forgatások 2018. június 18-án kezdődtek, ezeknek főbb helyszínei Toronto, valamint Montréal és Saint-Lazare voltak. A munkálatok 2018 októberében fejeződtek be.
Az Egyesült Államokban 2019. április 5-én, Magyarországon egy nappal korábban, szinkronizálva mutatták be.

## Cselekmény
Louis Creed, a bostoni orvos feleségével, Rachellel és gyermekeikkel, Ellie-vel és Gage-dzsel a Maine állambeli Ludlow városába költöznek. Miközben az új otthonukat körülvevő erdőt igyekszik felfedezni, Ellie rábukkan az „Álat temetőre” (sic!), ahová a városban lakó gyerekek az elpusztult házi kedvenceiket temetik.
Itt találkozik a szomszédjukkal, Jud Crandallel, aki figyelmezteti őt és Rachelt, veszélyes hely ez, egyedül járkálni az erdő ezen részén nem szabad.
Az egyetemi kórházban Louis első munkanapján egy súlyos esettel szembesül. Életveszélyes állapotban szállítják be a húszéves, elgázolt Victor Pascow-t, akinek már nem sikerül megmenteni az életét. Az éjjel Pascow megjelenik a doktor álmában és figyelmezteti, soha ne lépje át a határt, ami a Kedvencek temetője mögötti hegycsúcsos vidéket jelenti. Louis reggel sáros, koszos lábbal és pizsamával ébred, így megbizonyosodik, hogy ami történt, az nem csak egy rossz álom volt.
Halloween napján Churchöt, Ellie macskáját egy teherautó elüti a ház melletti úton. Jud elvisz Louist a Kedvencek temetőjén túli vidékre, amely a helyi mendemondák szerint egykor a Mi'kmaq indiánok temetkezési helye volt, és amely földet a Wendigo átka súlyt. Itt temetik el a macskát, aki másnap reggelre visszatér, látszólag épen, azonban viselkedésében megváltozva. Churc agresszív lesz, Ellie-t is megkarmolja és drasztikus módon marcangol szét egy még élő madarat. Louis ennek hatására kérdőre vonja Judot, aki elmeséli neki a temetkezési hely erejét, amely képes visszahozni az életbe azokat a holtakat, akiket oda temetnek.
A család születésnapi bulit szervez Ellie-nek, azonban a nap tragédiába torkollik, amikor egy kamion halálra gázolja a kislányt. A család összeomlik. A temetést követően Rachel és Gage a nő szüleihez költözik. Jud, észlelve, hogy az egyedül maradt Louis mit tervez, figyelmezteti a gyászoló apát, hogy "van mikor jobb, ha a halott halott marad". Louist azonban bánata és bűntudata arra ösztönzi, hogy teljesítse tervét. Az éjjel altatót kever Jud italába, mikor együtt söröznek annak házának teraszán, majd elindul, hogy kiássa lánya sírját. Ellie visszatér a halálból, azonban viselkedése zavaros, zavarba ejtő és néhol agresszív.
A szülei házában Rachelt a halott nővérének, Zeldának az emléke gyötri, aki kiskorában gerincvelőgyulladásban halt meg, és akinek a haláláért Rachel azóta is magát okolta. Gage-nek megjelenik Pascow szelleme és figyelmezteti, térjenek minél előbb haza.
Ludlowban Jud eközben felébredve álmából tart tőle, hogy Louis mit tett. Felkeresi szomszédját, aki ugyan azt mondja neki, hogy minden rendben, de Jud észreveszi Ellie-t, aki figyeli őt a hálószobájából. Jud elmenekül a házába és előkap egy pisztolyt, hogy megölje Ellie-t. Ellie Churc segítségével csalja csapdába és öli meg végül az idős férfit, akinek halála előtt annak halott felesége, Norma képében mondja, hogy őt is eltemeti majd az indiántemetőben.
Rachel és Gage eközben visszatérnek a házba, de mikor szembesülnek vele, hogy Louis mit tett, nem tudják elfogadni az élőhalott Ellie-t, főleg a sokkos állapotba kerülő Rachel. Ellie ezt követően rátámad anyjára, aki a saját és kisfia életét is védelmezve az emeleti fürdőszobájukba menekül. Louis eközben felfedezi Jud holttestét és félve siet vissza otthonába, hogy segítsen feleségén. Rachel megpróbálja leereszteni Gage-t a fürdőszobai ablakból. Louis elkapja Gage-t, azonban eközben Ellie halálra késeli édesanyját. Louis a kocsiba zárja Gage-t, majd a haldokló feleségéhez siet, aki megígérteti vele, hogy nem temeti az indiántemetőbe.
Ellie leüti apját, aki eszméletét veszti, majd elvonszolja anyja holttestét az indiántemetőbe. Louis magához térve arra készül, hogy megölje Ellie-t az erdőben, azonban végül vele is végez időközben feltámadt felesége. A halálból visszatért trió a film zárójelenetében felgyújtja Jud házát és együtt közelednek a kocsihoz, ahol Gage még mindig rájuk vár. Louist látva Gage kinyitja az autó ajtaját.

## Szereposztás
| Szerep        | Színész                     | Magyar hang             |
| ------------- | --------------------------- | ----------------------- |
| Louis Creed   | Jason Clarke                | Fekete Ernő             |
| Rachel Creed  | Amy Seimetz                 | Zsigmond Tamara         |
| Jud Crandall  | John Lithgow                | Harsányi Gábor          |
| Ellie Creed   | Jeté Laurence               | Dolmány-Bogdányi Korina |
| Gage Creed    | Hugo Lavoie és Lucas Lavoie | Mayer Maxim             |
| Victor Pascow | Obssa Ahmed                 | Hám Bertalan            |
| Zelda Goldman | Alyssa Brooke Levine        | Tamási Nikolett         |
| Marcela       | Maria Herrera               | Kocsis Mariann          |
| Rachel anyja  | Linda E. Smith              | Menszátor Magdolna      |
| Rachel apja   | Frank Schorpion             | Rosta Sándor            |

## Háttér és forgatás

### Előzmények
2010. március 5-én bejelentették, hogy a Paramount Pictures újabb adaptációját készíti el Stephen King Állattemető című regényének. A forgatókönyv írására Matt Greenberget kérték fel, ő azonban később elhagyta a projektet. 2013. október 31-én hivatalossá vált, hogy Lorenzo DiBonaventura és Steven Schneider lesznek a film producerei.
2017. október 30-án bejelentették, hogy a Paramount Pictures hivatalosan is engedélyt adott a mű elkészítésére, és hogy a Dennis Widmyer – Kevin Kolsch rendezőpárosra bízza a produkciót, a forgatókönyvet pedig Jeff Buhler és David Kajganich véglegesítette. Mark Vahradian mint a produkció harmadik producere csatlakozott a stábhoz.

### Casting
2018. április 16-án bejelentették, hogy Jason Clarke kapta Louis Creed szerepét. 2018. május 4-én bejelentették, hogy John Lithgow is csatlakozott a stábhoz, ő Jud Crandall szerepét alakítja.
2018 júniusában vált hivatalossá, hogy a női főszerepet Amy Seimetz kapta, mint Rachel Creed, és hogy Jeté Laurence alakítja a Creed család kislányát, Ellie-t. Hugo és Lucas Lavoie kapta Gage Creed szerepét.
2018. október 8-án Obssa Ahmedet jelentették be, mint a színészi gárda új tagja, ő Victor Pascow szerepét alakítja.

### Forgatás
A gyártás előkészítését 2018. június 18-án kezdték meg Torontóban, a film forgatása pedig augusztus 11-én indult.

## Forgalomba hozatal
A filmet eredetileg 2019. április 19-én tervezték bemutatni, végül ennek a hivatalos dátuma április 5. lett. Az első hivatalos filmelőzetes 2018. október 10-én vált láthatóvá. A világpremierre 2019. március 16-án került sor a South by Southwest filmes fesztiválon.

## Fogadtatás

### Bevételek
Az Egyesült államokban és Kanadában a Shazam! című szuperhős filmmel egy időben mutatták be, a nyitóhétvégére 25–30.000.000
dolláros bevétellel kalkulálva.

### Kritikai visszhang
A Rotten Tomatoes kritikai weboldalon a Kedvencek temetője 8.38/10-es pontszámon áll 11 kritikus véleménye alapján. A Metacritic weboldalon 70 pontot kapott a lehetséges 100-ból 8 kritikus véleménye alapján, "általánosan kedvező véleményeket" begyűjtve.

## Eltérések a regény és a film között
- A regényben a család együtt fedezi fel az Állattemetőt, mikor Jud egy nap elviszi oda őket. A filmben Rachel és Ellie ketten találnak rá a helyre.
- A regényben Gage, a filmben Ellie hal meg.
- A regényben Louis morfiummal megöli a feltámadt Churc-öt és Gage-et, míg a filmben a macska és Ellie túlélik a film cselekményét.
- A regényben, amikor Louis úgy gondolja, hogy Gage-t eltemeti az indiántemetőbe, Jud elmondja Louisnak Timmy Baterman történetét, a filmben azonban ez nem szerepel.
- A regényben Louis a cselekmény végén felgyújtja Jud holttestekkel teli házát, majd eltemeti Rachelt is az indiántemetőben és várja, hogy felesége visszatérjen hozzá. A filmben Ellie, Rachel és Louis is visszatér a halálból és ők hárman gyújtják fel Jud házát.

## A lehetséges folytatásról
2019 márciusában Lorenzo DiBonaventura úgy nyilatkozott, hogy a film folytatásában csak abban az esetben gondolkozik, ha a Kedvencek temetője mind kritikailag, mind pedig anyagilag sikeres lesz.